# Joseph Verlet
Pour les articles homonymes, voir Verlet.
Joseph Louis Verlet, né le 16 août 1883 à Asnières et mort le 22 juillet 1924 à Rennes,, est un footballeur international français.

## Biographie
Ouvrier parqueteur, Joseph Verlet débute le football au club de sa ville natale, le Cercle pédestre d'Asnières,.
Défenseur parisien licencié au Football Club de Paris où il forme une solide charnière défensive avec Charles Bilot, Verlet dispute le premier match de l'histoire de l'équipe de France de football le 1er mai 1904 à Bruxelles (3–3),.
L'année suivante, son équipe du FC Paris, après avoir fusionné avec l'Union Sportive XIIe, prend le nom de Cercle athlétique de Paris.
En 1906, Verlet et son équipe atteignent la finale du championnat de France, organisé sous l'égide de l'Union des sociétés françaises de sports athlétiques. Le club parisien perd sur le score de 4 à 1 face au Racing Club de Roubaix.
En 1909, les Parisiens sont de nouveau finalistes du championnat de France, s'inclinant d'un but contre le club marseillais du Stade helvétique.
Joseph Verlet, sélectionné à sept reprises en équipe de France, est considéré par la presse contemporaine comme l'un des meilleurs arrières français d'avant-guerre,,.

## Ses sélections
| Date            | Stade                                       | Adversaire | Score | Comp |
| 1er mai 1904    | Stade du Vivier d'Oie Bruxelles, Belgique   | Belgique   | N 3–3 | A    |
| 12 février 1905 | Parc des Princes Paris, France              | Suisse     | V 1–0 | A    |
| 22 avril 1906   | Stade de la Faisanderie Saint-Cloud, France | Belgique   | D 0–5 | A    |
| 8 mars 1908     | Stade des Charmilles Genève, Suisse         | Suisse     | V 2–1 | A    |
| 12 avril 1908   | Stade du Matin Colombes, France             | Belgique   | D 1–2 | A    |
| 19 octobre 1908 | White City Londres, Angleterre              | Danemark   | D 0–9 | JO   |
| 9 avril 1911    | Stade de Paris Saint-Ouen, France           | Italie     | N 2–2 | A    |

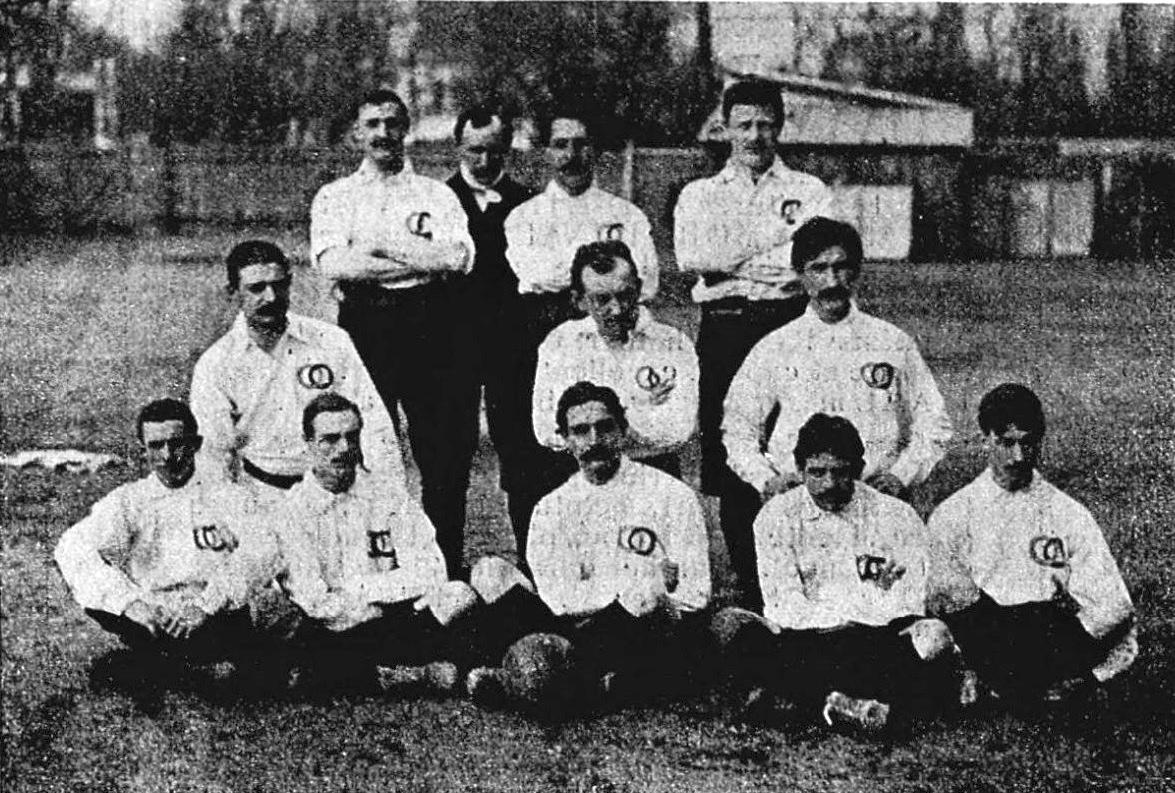
L'équipe de France USFSA, en mars 1904 au Parc des Princes[15]. Verlet est debout à droite.
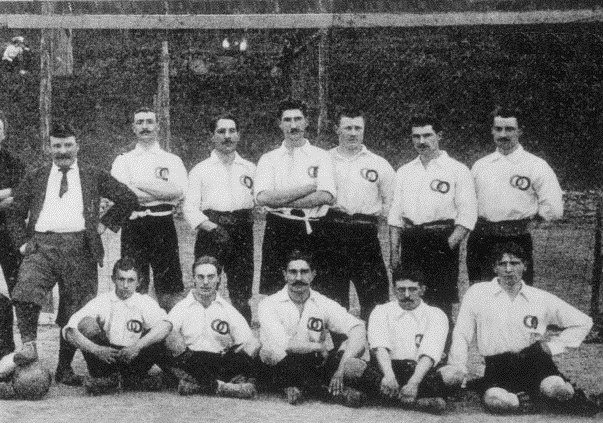
L'équipe de France en 1904. Verlet est le 4e joueur debout.
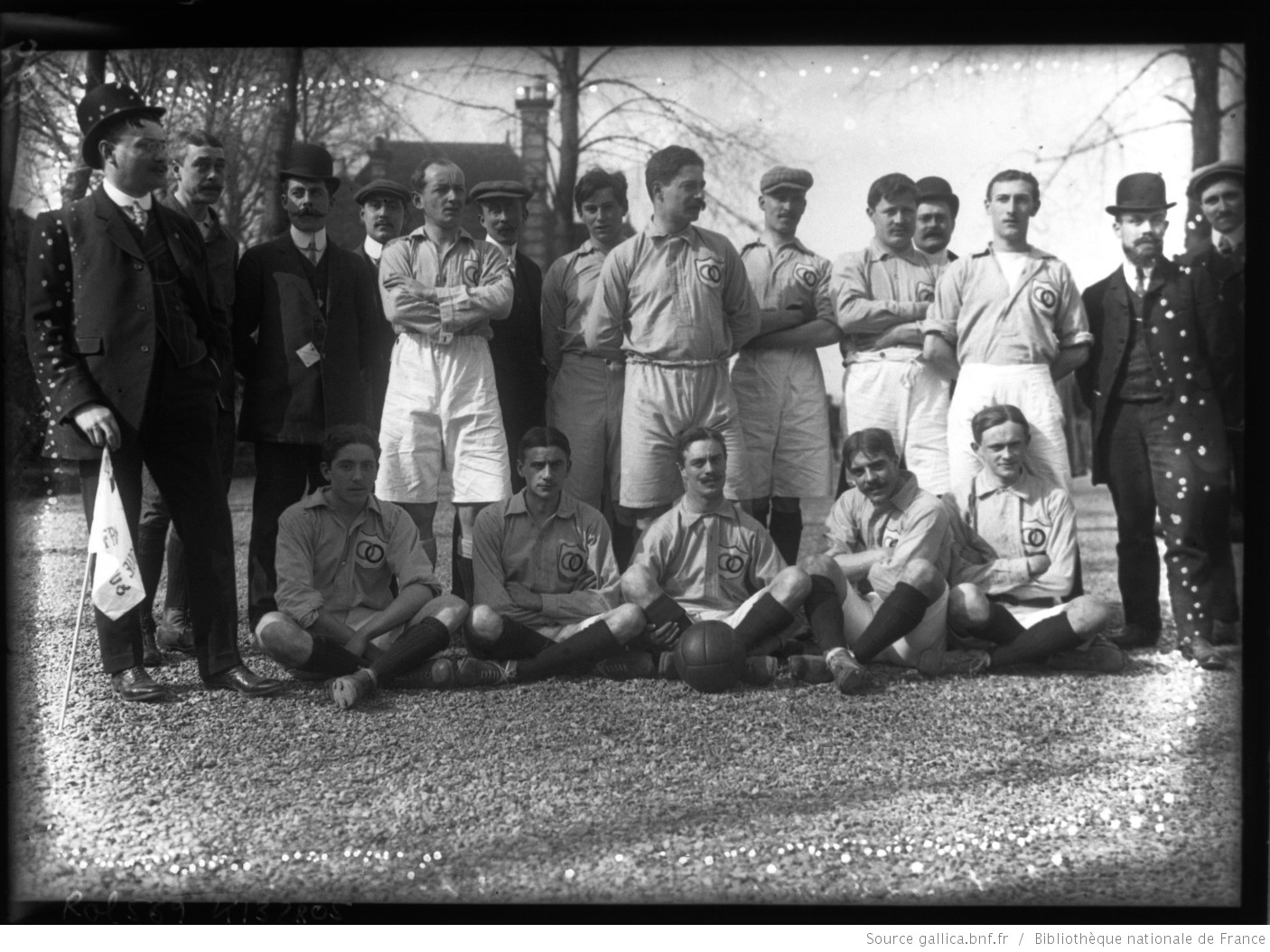
L'équipe de France en 1908. Verlet est le 2e joueur debout depuis la droite (bras croisés).